# Bạch Tuyết (nghệ sĩ cải lương)
Bạch Tuyết tên khai sinh là Nguyễn Thị Bạch Tuyết (sinh ngày 24 tháng 12 năm 1945) là nữ nghệ sĩ cải lương danh tiếng, được mệnh danh là "Cải lương chi bảo". Trước năm 1975, bà kết hợp cùng nghệ sĩ Hùng Cường tạo thành "Cặp sóng thần" cực kì nổi tiếng của sân khấu cải lương thời đó. Bà cũng là Tiến sĩ Nghệ thuật Cải lương đầu tiên của Việt Nam tại hai viện hàn lâm Anh quốc và Bulgaria với đề tài "Sự thích nghi của nghệ thuật sân khấu dân tộc cổ truyền của các quốc gia Đông Nam Á với điều kiện sinh hoạt hiện đại của khán giả thế kỷ thứ 21".
Bà còn viết lời vọng cổ cho các bài tân nhạc với bút danh là Nguyễn Thị Khánh An.

## Cuộc đời và sự nghiệp
Bà tên thật là Nguyễn Thị Bạch Tuyết, sinh 24 tháng 12 năm 1945 tại làng Khánh Bình, Châu Đốc (nay thuộc Khánh An, An Phú), tỉnh An Giang. Từ thuở còn đi học đã bộc lộ năng khiếu ca, ngâm, thường được các thầy cô đưa lên trình diễn trong những đêm văn nghệ.
Mồ côi mẹ khi 9 tuổi (1954), và bắt đầu đi hát ở những nhà hàng ca nhạc bằng những bài tân nhạc như Nắng đẹp miền Nam, Làng tôi, Tiếng còi trong sương đêm,…
Cũng như những bạn cùng lứa, Bạch Tuyết rất hâm mộ Thanh Nga. Trong một lần gặp gỡ, Thanh Nga nhận xét rằng Bạch Tuyết rất có khiếu hát cải lương, Thanh Nga nói với Bạch Tuyết rằng "Em đi hát đi, chứ mặt em mà đi hát thì em nổi tiếng dữ lắm", lời khích lệ đó là một trong những động lực đưa bà đến với nghiệp hát xướng. 
Năm 1960, Bạch Tuyết vào học trường nội trú của các ma-sơ Công giáo, thời gian này, bà giao du học hỏi với nhiều nghệ sĩ, trong đó có soạn giả Điêu Huyền. Nhờ đó, tên tuổi của bà dần được xuất hiện trên các đài phát thanh, trên báo chí. Điêu Huyền nhận bà làm con nuôi, cho gia nhập đoàn Kiên Giang, sự kiện này giúp đỡ bà rất nhiều trong bước đường sau này.
Năm 1961, đoàn Kiên Giang diễn vở "Lá thắm chỉ hồng", cô đào chính tới trễ, khiến Bạch Tuyết bất ngờ được giao vai cô lái đò Lệ Chi, diễn xuất của bà khiến khán giả hết sức ngạc nhiên. Sau đó, bà được Nghệ sĩ Út Trà Ôn mời về đoàn Thống Nhất, với vở "Tiếng hát Muồng Tênh", tên tuổi bà bắt đầu được chú ý. Cho đến năm 1963, bà đoạt Giải Thanh Tâm cho Diễn viên triển vọng. Tuy đi hát, nhưng bà lại rất thích đi học. Đang hát và nổi tiếng với đoàn Thống Nhất, thì bà nghỉ nửa năm để ôn thi Tú Tài. Sau này, bà cũng nhiều lần đang hát thì nghỉ ngang như thế để đi học.
Năm 1964, bà về hát cho đoàn Dạ Lý Hương, hợp tác với các soạn giả danh tiếng bấy giờ là Hà Triều – Hoa Phượng, tài năng của bà càng được khẳng định. Năm sau, vở Tần nương thất đã mang lại cho bà Huy chương Vàng giải Thanh Tâm cho Diễn viên xuất sắc. Cũng trong năm này, bà được soạn giả Hoa Phượng và giới báo chí tặng cho danh xưng "Cải lương chi bảo" do sự thành công của vai diễn Lê Thị Trường An trong vở "Tuyệt tình ca". Danh xưng này gắn liền với tên tuổi bà đến tận bây giờ.
Năm 1966, Hùng Cường gia nhập đoàn Dạ Lý Hương, cùng với Bạch Tuyết tạo thành một cặp đôi hoàn hảo trong mắt khán giả, được báo chí thời đó phong tặng là "Cặp sóng thần" vì sức hút và độ ăn khách của họ vô cùng mãnh liệt. Bà ở lại đoàn Dạ Lý Hương thêm 2 năm nữa.
Sau năm 1968, tình hình chiến tranh lan rộng, bà ngừng hát một thời gian. Đến năm 1971, bà cùng với Hùng Cường mở gánh hát Hùng Cường – Bạch Tuyết (sau này đổi thành Đoàn ca kịch Bạch Tuyết), diễn các vở kinh điển như: Trăng thề vườn thúy, Má hồng phận bạc, Cung thương sầu nguyệt hạ... Gánh hát này được rất đông người hâm mộ, tuy nhiên do không biết cách quản lý, sau một thời gian đã ngưng hoạt động. Sau đó bà chuyển sang học Luật.
Năm 1985 (40 tuổi), Bạch Tuyết bước vào giảng đường đại học và có được bằng Cử nhân Ngữ văn.
Năm 1988, được Nhà nước phong tặng danh hiệu Nghệ sĩ ưu tú, cũng năm này bà tốt nghiệp khoa đạo diễn ở Viện Hàn lâm Sân khấu và Điện ảnh tại Sofia.
Năm 1995, bà bảo vệ luận án Tiến sĩ với đề tài "Sự thích nghi của nghệ thuật sân khấu dân tộc cổ truyền của các quốc gia Đông Nam Á" và trở thành tiến sĩ nghệ thuật Cải lương đầu tiên của Việt Nam. Với tư cách Giám đốc Trung tâm Nghiên cứu bảo tồn phát triển văn hóa – văn hóa dân tộc của Trường Đại học Bình Dương, bà đã tổ chức nhiều chương trình sân khấu có giá trị về nghệ thuật dân tộc. Hằng tháng, trung tâm này kết hợp cùng Đài Truyền hình Bình Dương thực hiện chương trình "Chân dung đối thoại" với mục đích phổ biến, đề cao văn hóa nghệ thuật dân tộc.
Luôn đau đáu với sự nghiệp phát triển cải lương, bà ôm ấp kế hoạch xây dựng những "trường ca cải lương" và âm thầm bắt tay vào viết những trường ca chuyển thể từ tác phẩm Cung oán ngâm khúc (Nguyễn Gia Thiều), Bút quan hoài (Trần Tuấn Khải),… Hiện tác phẩm chuyển thể Kinh Pháp Cú thành trường ca cải lương của bà với nhiều bài bản dễ nhớ, dễ hát, dễ thuộc đã được tái bản nhiều lần qua hình thức VCD, được khán giả đón nhận và khen ngợi… 
Năm 2012, bà được Nhà nước phong tặng danh hiệu Nghệ sĩ Nhân dân ở lần xét duyệt thứ 7 (năm 2011).
Những người bà ca diễn chung trong sự nghiệp: Thanh Sang, Phương Quang, Diệp Lang, Ngọc Giàu, Hồng Nga, Phượng Liên, Lệ Thủy, Minh Phụng, Minh Vương, Thanh Tuấn, Thanh Tòng, Bảo Quốc, Hùng Cường, Út Bạch Lan, Thái Châu, Tấn Tài, Út Trà Ôn... Bà từng diễn chung với nhiều kép, nhưng người đóng chung với bà để lại ấn tượng sâu sắc nhất vẫn là Hùng Cường. Họ đã tạo nên cặp đôi "sóng thần" cực kỳ nổi tiếng vào thập niên 1960.
Để kỷ niệm 60 năm gắn bó với sự nghiệp hát cải lương của mình, đầu năm 2021, Bạch Tuyết đã tổ chức Đêm Bạch Tuyết - Gửi người tri kỷ. Đêm nhạc ân tình đó, như chia sẻ của bà, là “món quà” đặc biệt mà “cô Lựu” muốn gửi đến không chỉ những người làm nghề với mình mà quan trọng hơn hết đó là khán giả.
Cùng trong năm đó, Bạch Tuyết là một trong ba gương mặt phụ nữ tiêu biểu được tôn vinh ở cùng một hạng mục vinh danh là nghệ thuật tại Gala Phụ nữ quyền năng 2021. Hai gương mặt còn lại cũng chính là những nghệ sĩ đã có những cống hiến lớn lao trải dài suốt cuộc đời hoạt động nghệ thuật cho đến ngày hôm nay, đó là NSND Kim Cương và NSND Lê Khanh.
Năm 2022, cùng với Hoàng Dũng, ca khúc Về nghe mẹ ru đã đoạt giải TikTok Awards Việt Nam ở hạng mục Âm nhạc của năm.
Năm 2023, Bạch Tuyết đã có nhiều hoạt động nghệ thuật đáng chú ý. Bà đã tham gia vai trò ban giám khảo huấn luyện thí sinh trong cuộc thi Chuông vàng vọng cổ lần thứ 18, được tổ chức tại Đài truyền hình Thành phố Hồ Chí Minh.
Ngoài ra, Bạch Tuyết cũng đã thể hiện tài năng diễn xuất trong phim chiếu rạp Biệt đội rất ổn của đạo diễn Tạ Nguyên Hiệp. Vai của "Cải lương chi bảo" Bạch Tuyết đặc biệt, góp phần tạo điểm nhấn cho phim, khi chuyện phim lấy bối cảnh miền Tây, nơi cải lương rất thịnh. Ngày 19 tháng 6 năm 2023, MV Tia sáng cuối cùng do bà hợp tác với ca sĩ, rapper Wowy được ra mắt trên YouTube. Bài hát này đã nhận được nhiều tranh cãi ngay cả người hâm mộ và giới chuyên môn.
Dù đã ở tuổi cao, Bạch Tuyết vẫn tích cực tham gia hoạt động nghệ thuật nhằm lan tỏa và giữ gìn nét đẹp của văn hóa âm nhạc dân gian như cải lương, đến với thế hệ trẻ qua các dự án như: Học viện cải lương, Tiếp bước trăm năm, Diễn kịch một mình, Việt phục...

## Các vai diễn nổi bật

### Cải lương
Bà có rất nhiều vai diễn trên sân khấu cải lương, những vai nổi tiếng của bà: Kiều Nguyệt Nga, Thái hậu Dương Vân Nga, cô Lựu...
| Tên                               | Tác giả                                                                | Vai              |
| --------------------------------- | ---------------------------------------------------------------------- | ---------------- |
| Cho trọn cuộc tình                | Yên Ba                                                                 | Thúy An          |
| Chuyện tình Hàn Mặc Tử            | NSND Viễn Châu – Thể Hà Vân                                            | Mộng Cầm         |
| Dốc sương mù                      | Nguyên Thảo                                                            | Ỷ Lan            |
| Đoạn tuyệt                        | Duy Lân (kịch bản) – NSND Bạch Tuyết (chuyển thể)                      | Loan             |
| Độc thoại đêm                     | Lê Duy Hạnh (kịch bản), NSND Bạch Tuyết (chuyển thể)                   | Lý Chiêu Hoàng   |
| Đời cô Lựu                        | Trần Hữu Trang                                                         | Cô Lựu           |
| Kim Vân Kiều                      | Nguyễn Du (gốc), Việt Dung – Quy Sắc – Mộc Linh (chuyển thể)           | Thúy Kiều        |
| Lục Vân Tiên                      | Nguyễn Đình Chiểu (gốc), Ngọc Cung (chuyển thể)                        | Kiều Nguyệt Nga  |
| Mùa thu lá bay                    | Nhị Kiều                                                               | Hàn Ni/Tiểu Mi   |
| Mưa rừng                          | Hà Triều – Hoa Phượng                                                  | Tuyền            |
| Nạn con rơi                       | Trần Hà                                                                | Cừu              |
| Nguyệt khuyết                     | Linh Quân (kịch bản), Lê Nam Bình (chuyển thể)                         | Bà Xinh          |
| Nửa đời hương phấn                | Hà Triều – Hoa Phượng                                                  | Diệu             |
| Nửa đời hương phấn                | Hà Triều – Hoa Phượng                                                  | The/Hương        |
| Tần nương thất (Nỗi buồn con gái) | Hà Triều – Hoa Phượng                                                  | Tần              |
| Thái hậu Dương Vân Nga            | Trúc Đường (kịch bản), Hoa Phượng – Chi Lăng – Hoàng Việt – Thể Hà Vân | Dương Vân Nga    |
| Tuyệt tình ca (Ông cò Quận 9)     | Ngọc Điệp – Hoa Phượng                                                 | Lê Thị Trường An |
| Trần Nhân Tông                    | Lê Duy Hạnh                                                            | Công chúa An Tư  |
| Yêu người điên                    | Thiếu Linh                                                             | Liên Dung        |

### CD, băng nhạc
- Kim Vân Kiều
- Kinh Pháp Cú
- Đức Phật Thích ca
- Kiều Nguyệt Nga
- Đời cô Lựu
- Thái hậu Dương Vân Nga
- Mùa thu lá bay
- CD Cải Lương Thính Phòng 1 "Tân cổ nhạc Trịnh". Cải lương thính phòng 2 "Gợi giấc mơ xưa"

### Các bài tân cổ giao duyên, vọng cổ
- 24 giờ phép (Tân nhạc: Trúc Phương; cổ nhạc: Loan Thảo)
- 100 phần trăm (Tân nhạc: Tuấn Hải, Ngọc Sơn)
- Bạch Thu Hà (Tác giả: NSND Viễn Châu)
- Bông hồng cài áo (Tân nhạc: Phạm Thế Mỹ; cổ nhạc: Nguyễn Thị Khánh An)
- Chuyến tàu hoàng hôn (Tân nhạc: Hoài Linh, Minh Kỳ; cổ nhạc: Nguyễn Thị Khánh An)
- Chuyến xe thơ mộng
- Dạ cổ hoài lang (Tác giả: Cao Văn Lầu)
- Đau xót lý chim quyên (Tân nhạc: Vũ Đức Sao Biển; lời vọng cổ: Nguyễn Thị Khánh An)
- Đêm nhớ người tình (Tân nhạc: Đài Phương Trang; cổ nhạc: NSND Viễn Châu)
- Đêm Gành hào nghe điệu hoài lang (Nhạc: Vũ Đức Sao Biển)
- Đón xuân này nhớ xuân xưa (Nhạc: Châu Kỳ; lời vọng cổ: Loan Thảo)
- Dương Quý Phi (Sáng tác: NSND Viễn Châu)
- Giết người anh yêu (Nhạc: Vinh Sử; lời vọng cổ: NSND Viễn Châu)
- Giọng ca dĩ vãng (Tân nhạc: Bảo Thu; cổ nhạc: Loan Thảo)
- Hoa tím em cài lên áo chiến
- Kẻ ở miền xa (Tân nhạc: Trúc Phương; cổ nhạc: Loan Thảo)
- Lối mộng thiền xưa (Tác giả: Nguyễn Thị Khánh An)
- Miền nhớ (Tác giả: Lê Duy Hạnh)
- Món quà giáng sinh (Sáng tác: Loan Thảo)
- Núm ruột quê hương (Sáng tác: Hải Đăng)
- Thêu áo như lai (Tác giả: Nguyễn Thị Khánh An)
- Thương màu áo lam (Tân nhạc: Vũ Ngọc Toản; cổ nhạc: Nguyễn Thị Khánh An)
- Tình ca đất phương Nam (Tân nhạc: Vũ Đức Sao Biển – Lư Nhất Vũ – Lê Giang; cổ nhạc: Nguyễn Thị Khánh An)
- Tình ca quê hương (Nhạc: Việt Lang; lời vọng cổ: Nguyễn Thị Khánh An)
- Tình sầu (Nhạc: Trịnh Công Sơn; lời vọng cổ: Nguyễn Thị Khánh An)
- Tình sơn nữ (Tác giả: Chương Đài)
- Xin anh giữ trọn tình quê (Tân nhạc: Duy Khánh; cổ nhạc: Loan Thảo)
- Xin đừng trách anh

### Những phim tham gia
- Như hạt mưa sa (1971)
- Như giọt sương khuya (1972)
- Lan và Điệp
- Con ma nhà họ Hứa (1973)
- Thạch Thảo (2018)[19]
- Biệt đội rất ổn (2023)[20]

## Soạn giả
Với bút danh: Nguyễn Thị Khánh An

### Bài tân nhạc do bà viết lời vọng cổ
Hơn 300 bài tân cổ do bà tự sáng tác.
- Bông hồng cài áo
- Thêu áo như lai
- Thương màu áo lam
- Miền nhớ
- Tình ca đất phương Nam
- Chuyến tàu hoàng hôn
- Mưa nửa đêm
- Tình ca quê hương
- Chuyến tàu hoàng hôn
- Đau xót lý chim quyên
- Trăng về thôn dã

### Tuồng cải lương do bà soạn
- Ba người mẹ (kịch bản: Khưu Ngọc)
- Dấu chân cỏ dại (kịch bản: Nguyễn Chí Trung, chyển thể cải lương: Nguyễn Thị Khánh An)
- Đài Trang
- Đêm của bóng tối (kịch bản: Lê Chí Trung)
- Dung Lệ
- Hoàng hậu của hai vua (kịch bản: Lê Duy Hạnh)
- Hương trầm cho mẹ (kịch bản: Khưu Ngọc)
- Một chồng (Tiểu thuyết: Ngọc Linh, chuyển thể cùng Hồ Công Thành)
- Mùa thu trong mắt mẹ
- Ngôi nhà không có đàn ông (kịch bản: Ngọc Linh, chyển thể cải lương: Nguyễn Thị Khánh An)
- Tình xa nghĩa lạ

## Đời tư
Bà từng tìm cách quyên sinh (tự tử) 3 lần nhưng bất thành.
Bà từng quy y Tam bảo Phật giáo với pháp danh Diệu Lộc tại chùa Sắc Tứ (Tiền Giang) do Sư bà Thông Huệ quy y. Bà học Thiền với hòa thượng Thiền sư Thích Thanh Từ (Thiền phái Trúc Lâm yên tử).
Bà kết hôn lần đầu tiên với danh thủ bóng đá Phạm Huỳnh Tam Lang năm 1967. Cuộc hôn nhân tan vỡ năm 1974 vì lý do riêng tư. Hai người không có con chung. Dù ly dị nhưng sau này 2 người vẫn dành cho nhau những lời tốt đẹp.
Sau khi ly dị, cũng trong năm 1974, bà lập gia đình lần thứ 2 với ông Charles – Nguyễn Văn Đức (Charles Đức), một Việt kiều quốc tịch Pháp. Hai người có với nhau 1 người con trai tên Bảo Giang Valery Bauduin, hiện đang làm việc ở Mỹ. Hiện tại bà có 3 cháu nội trai đang học tập sinh sống tại Mỹ. Riêng bà vẫn giữ quốc tịch Việt Nam.